# حيدالعطيري (الحد)

تعديل مصدري - تعديل

حيدالعطيري هي إحدى قرى عزلة الحد بمديرية الحد التابعة لمحافظة لحج، بلغ تعداد سكانها 43 نسمة حسب تعداد اليمن لعام 2004.